# Herbert Otto Gille
Herbert Otto Gille (6. března 1897 – 26. prosince 1966) byl veterán první světové války a jeden z nejvíce vyznamenaných důstojníků Waffen-SS během druhé světové války. U zbraní SS dosáhl hodnosti SS-Obergruppenführer und General der Waffen-SS (Generál). Rovněž to byl držitel mnoha vojenských vyznamenání, včetně rytířského kříže železného kříže s dubovými ratolestmi, meči a brilianty nebo německého kříže ve zlatě.

## Mládí a počátky vojenské kariéry
Herbert Otto Gille se narodil 6. března roku 1897 v dolnosaském městě Gandersheim jako syn továrníka Hermanna Gilleho. Po dokončení základního vzdělání vstoupil na podzim roku 1909 do královského pruského kadetního sboru a byl zařazen na kadetní školu v Bensbergu nad Rýnem, kde studoval až do roku 1914. Následně nastoupil ještě na hlavní kadetní školu v Gross-Lichterfelde v Berlíně. Po dokončení kadetky byl zařazen v hodnosti Fähnrich (Praporčík) k 30. bádenskému pluku polního dělostřelectva (Badischen Feldartillerie-Regiment Nr. 30), který sídlil v Rastattu.

### První světová válka
Po krátké službě u 30. dělostřeleckého pluku byl Gille převelen v listopadu roku 1914 k 55. záložnímu dělostřeleckému pluku (Reserve-Artillerie Regiment Nr. 55) s nímž byl odvelen na východní frontu, kde se zúčastnil těžkých bojů u Mazurských jezer. Na východní frontě bojoval s plukem až do prosince roku 1917, kdy byla jeho jednotka převelena na západní frontu.
U jednotky zůstal až do jejího rozpuštění v lednu roku 1919 a ke konci března téhož roku byl demobilizován s hodnosti nadporučíka (Oberleutnant). Během své vojenské služby během první světové války vystřídal funkce jako je velitel čety nebo velitel dělostřelecké baterie a za své působení byl vyznamenán pruským železným křížem obou tříd, brunšvickým válečným záslužným křížem obou tříd a rakouským vojenským záslužným křížem III. třídy s válečnou ozdobou.

## Meziválečné období
Po opuštění armády se rozhodl studovat zemědělství a k tomu pracoval na statku. K následujícímu roku se stal správcem zemědělského zařízení v bavorském Bambergu. Během roku 1923 si přibral ke své správcovské funkci ještě pozici inspektora veřejných zemědělských zařízení, a tu vykonával až do roku 1929. Mezi léty 1922 až 1929 byl rovněž členem veteránské organizace Der Stahlhelm.
V roce 1927 se zasnoubil se svojí přítelkyní Sophií Charlotte Mennecke, kterou si později, 4. ledna roku 1935 vzal za ženu. V říjnu téhož roku se jim narodila jejich jediná dcera.
V roce 1929 opustil Gille práci v zemědělském průmyslu a začal pracovat jako autoprodejce pro automobilku v Braunschweigu, kde pracoval až do roku 1931 v němž si otevřel vlastní prodejnu, kterou provozoval po dobu dvou let.
K 1. květnu roku 1931 se Gille rozhodl vstoupit do NSDAP a k 10. říjnu téhož roku vstoupil rovněž i do SS, kde byl zařazen ke 49. SS-Standarte (49. pluk SS). Zde byl ke konci ledna roku 1933 pověřen velením motorizované jednotky pluku.
V hierarchii SS celkem rychle stoupal a již v létě roku 1934 se nechal přeložit do SS-Verfügungstruppe (předchůdce Waffen-SS) v hodnosti SS-Untersturmführer (Poručík SS), kde byl jmenován velitelem 11. roty u III. praporu od SS-Standarte 1 (Později se pluk vyvinul v SS-VT-Standarte Deutschland). U této jednotky sloužil až do začátku října roku 1936, kdy byl převelen ke SS-Standarte „Germania“, kde nahradil SS-Sturmbannführera Wernera Dörffler-Schubanda na pozici náčelníka štábu pluku.
Na této pozici sloužil až do 15. února roku 1937, kdy musel nahradit onemocnělého SS-Sturmbannführera Waltera Krügera na pozici velitele II. praporu u SS-Standarte „Germania“. Zde setrval až do 1. května roku 1939, kdy ho nahradil SS-Sturmbannführer Werner Dörffler-Schuband. Během roku 1937 podstoupil rovněž několik speciálních výcviků u armády a také výcvikový kurz na pěchotní škole v Döberitzu.

## Druhá světová válka

### Počátky války
Poté, co byl ustaven dělostřelecký pluk SS-Verfügungstruppe pod velením SS-Obersturmbannführera Petera Hansena, tak byl Gille dosazen do pozice velitele I. praporu pluku. S plukem se účastnil německého útoku na Polsko, za nějž byl vyznamenán sponami k obou stupňům železného kříže a povýšen k 19. říjnu roku 1939 do hodnosti SS-Obersturmbannführer (Podplukovník).
Gilleho jednotka byla následně začleněna do SS-Verfügungsdivision (pozdější Divize SS „Das Reich“) a Gille se s ní účastnil následného útoku na Francii.

### Divize Wiking a východní Fronta
V listopadu roku 1940 byla zformována nová bojová divize SS „Wiking“ pod velením SS-Brigadeführera Felixe Steinera a Gilleho jednotka byla použita jako základ dělostřeleckého pluku této nové divize. Gille byl tak jmenován první velitelem dělostřeleckého pluku divize a nedlouho poté byl ke konci ledna roku 1941 povýšen do hodnosti SS-Standarteführera (Plukovník).

## Poválečný život
Poté, co byl Gille propuštěn ze zajetí 21. května roku 1948, tak začal pracovat pro noviny až do roku 1958. Současně s tím si otevřel také malé knihkupectví a založil časopis pro veterány 5. tankové divize SS „Wiking“, "Wiking Ruf". Avšak 26. prosince roku 1966 umírá na srdeční zástavu ve městě Stemmen poblíž Hanoveru. Zpopelněn a pohřben byl na místním hřbitově ve městě Stemmen, ale jeho hrob již neexistuje.

## Shrnutí vojenské kariéry

### Data povýšení
- Fähnrich - 1914
- Leutnant - 27. leden, 1915
- Oberleutnant - 31. březen, 1919
- SS-Anwärter - prosinec, 1931
- SS-Scharführer - 25. září, 1932
- SS-Truppführer - 27. leden, 1933
- SS-Untersturmführer - 20. duben, 1933
- SS-Obersturmführer - 20. duben, 1935
- SS-Hauptsturmführer - 9. listopad, 1935
- SS-Sturmbannführer - 20. duben, 1937
- áSS-Obersturmbannführer - 19. říjen, 1939
- SS-Standartenführer - 30. leden, 1941
- SS-Oberführer - 1. říjen, 1941
- SS-Brigadeführer und Generalmajor der Waffen-SS - 9. listopad, 1942
- SS-Gruppenführer und Generalleutnant der Waffen-SS - 9. listopad, 1943
- SS-Obergruppenführer und General der Waffen-SS - 9. listopad, 1944

### Významná vyznamenání
- Rytířský kříž železného kříže (1249. držitel) - 8. říjen, 1942
- Dubové ratolesti k Rytířskému kříži železného kříže (315. držitel) - 1. listopad, 1943
- Meče k Rytířskému kříži železného kříže (47. držitel) - 20. únor, 1944
- Brilianty k Rytířskému kříži železného kříže (12. držitel) - 19. duben, 1944
- Finský řád kříže svobody I. třídy s meči - 6. březen, 1943
- Spona k pruskému železnému kříži I. třídy - 21. listopad, 1939
- Spona k pruskému železnému kříži II. třídy - 26. říjen, 1939
- Německý kříž ve zlatě - 28. únor, 1942
- Pruský železný kříž I. třídy (První světová válka)
- Pruský železný kříž II. třídy (První světová válka)
- Rakouský vojenský záslužný kříž III. třídy s válečnou ozdobou (První světová válka)
- Brunšvický válečný záslužný kříž I. třídy (První světová válka)
- Brunšvický válečný záslužný kříž II. třídy (První světová válka)
- Medaile za východní frontu - 15. září, 1942
- Všeobecný útočný odznak - květen, 1941
- Kříž cti
- Sudetská pamětní medaile
- Medaile za Anschluss
- Čestný dýka Reichsführera SS
- Čestný prsten SS
- Sportovní odznak SA ve stříbře
- Říšský sportovní odznak
- Civilní odznak SS
- Služební vyznamenání SS
- Zmíněn ve Wehrmachtbericht - 6. duben, 1944 & 2. září, 1944